# Paul Lerolle
Pour les articles homonymes, voir Lerolle.
Siméon Paul Lerolle, dit Paul Lerolle, né le 3 avril 1846 à Paris et mort le 26 octobre 1912 dans la même ville, est un avocat et homme politique français.
Conservateur et catholique, il est une des figures de l'Action libérale sous la Troisième République. 

## Biographie

### Origines et formation
Fils de Timothée Lerolle, fabriquant de bronzes, et de Edmée Delaroche, il est le frère d'Henry Lerolle. 

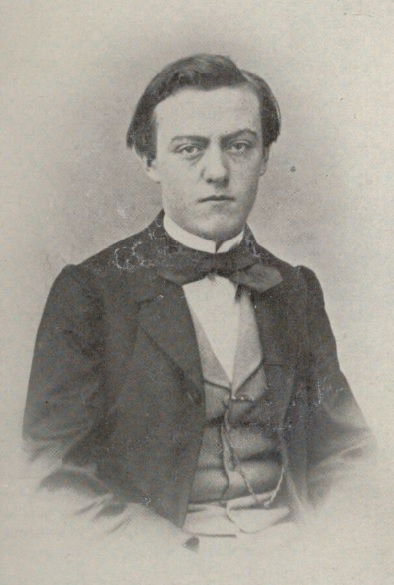
Paul Lerolle à 20 ans (1866).

Après des études à l'école de Droit, il s'inscrit en 1867 au barreau de la Cour d'appel de Paris avant de s'enrôler dans le 15ème bataillon de la garde nationale puis dans le 7ème bataillon de la garde mobile à l'occasion de la guerre de 1870. Le conflit terminé, il retourne à la vie civile et continue ses études avant de se spécialiser comme avocat d'affaires et de réaliser des conférences dans la capitale et en province. 

### Carrière politique
En 1884, il décide de tenter l'élection au Conseil municipal de Paris et se présente dans le quartier de l'École militaire comme candidat conservateur libéral contre le radical-socialiste Abel Hovelacque. Élu conseiller municipal par 1,084 voix contre 981, ses électeurs renouvellent leur vote jusqu'en 1898. Durant ses mandats, il plaide l'arrêt des persécutions contre les catholiques et souhaite le retour des sœurs dans certains hôpitaux. Il s'investit dans la vie de Paris en promouvant la construction de nouvelles lignes de tramway et d'omnibus, d'égouts et plus généralement le développement de l'hygiène et de l'assistance publique. 
Candidat aux élections législatives de 1893, il échoue mais est finalement élu député de la Seine en 1898 et le reste jusqu'à sa mort. Il siège à partir de 1902 au groupe de l'Alliance libérale populaire, dont il est l'une des grandes figures à la Chambre des députés. Membre de diverses commissions parlementaires comme celle de l'hygiène, il prend régulièrement la parole à la Chambre durant les débats relatifs aux salaires des ouvriers et à l'enseignement.  

En dehors de son activité parlementaire, il s'occupe d'œuvres de patronage et de bienfaisance : il est le président la Société de secours mutuels du quartier des invalides et de l'École-Militaire ainsi que du Comité de conférences populaires de France. 

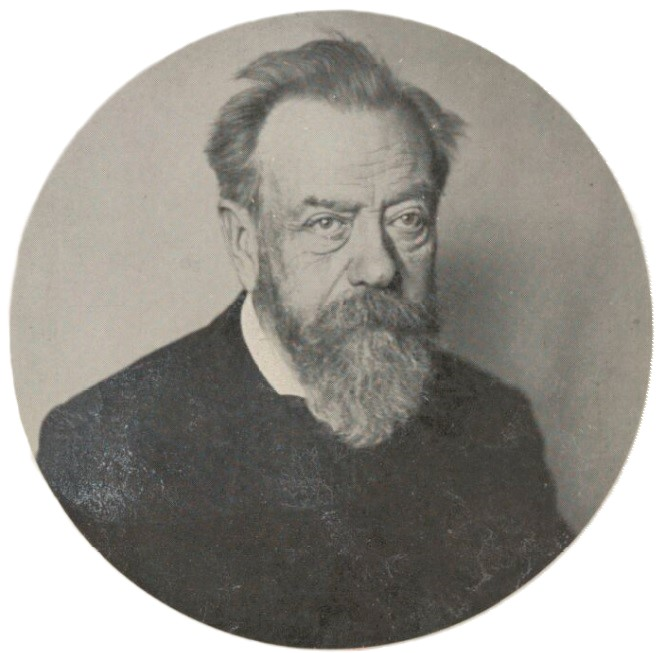
Paul Lerolle vers 1910.

### Famille
Il épouse le 11 mai 1872 à Paris Marie Caroline Delacommune. Son fils, Jean Lerolle (1873 - 1962), fut également un homme politique français, député de la Seine.

## Hommage
- Rue Paul-et-Jean-Lerolle (Paris)